# Mars op Brussel
De Mars(en) op Brussel waren twee flamingantische massabetogingen die in Brussel werden georganiseerd op 22 oktober 1961 en 14 oktober 1962.
De betogingen werden georganiseerd als protest tegen de plannen van de op 25 april 1961 geïnstalleerde regering Lefèvre-Spaak inzake 
taalwetgeving en het vastleggen van de taalgrens. Een andere belangrijke eis was ‘Brussel-tweetalig’.
De organisatie van de marsen werd verzorgd door het Vlaams Aktiekomitee voor Brussel en Taalgrens. Een van de drijvende krachten in het comité was Antoon Roosens. 
Kort na de tweede mars werd op 31 oktober 1962 de wet-Gilson betreffende de vastlegging van de taalgrens goedgekeurd, en op 5 juli 1963 volgde het akkoord van Hertoginnedal. 

## Eerste Mars op Brussel (1961)
De opkomst voor de eerste mars, 63.000 betogers op 22 oktober 1961, overtrof ruim de verwachtingen van de organisatoren (25.000 betogers). Dit deelnemersaantal werd later door geen enkele Vlaamsgezinde betoging in België geëvenaard. De massale opkomst toonde aan dat er rekening moest worden gehouden met de Vlaamse eisen. De betoging lag ook aan de basis van een groeiende Vlaamse bewustwording. De keerzijde was dat er ook een francofone tegenmobilisatie op gang kwam, zodat de sfeer waarin de regering en het parlement dienden te werken, de beoogde pacificatie sterk bemoeilijkte.

## Tweede Mars op Brussel (1962)
De tweede mars op Brussel vond plaats in een intussen grimmiger politiek klimaat, met relletjes, tegenkanting en tegenbetogers. Hoewel de opkomst lager lag dan voor de eerste betoging, werd ook deze mars een succes.

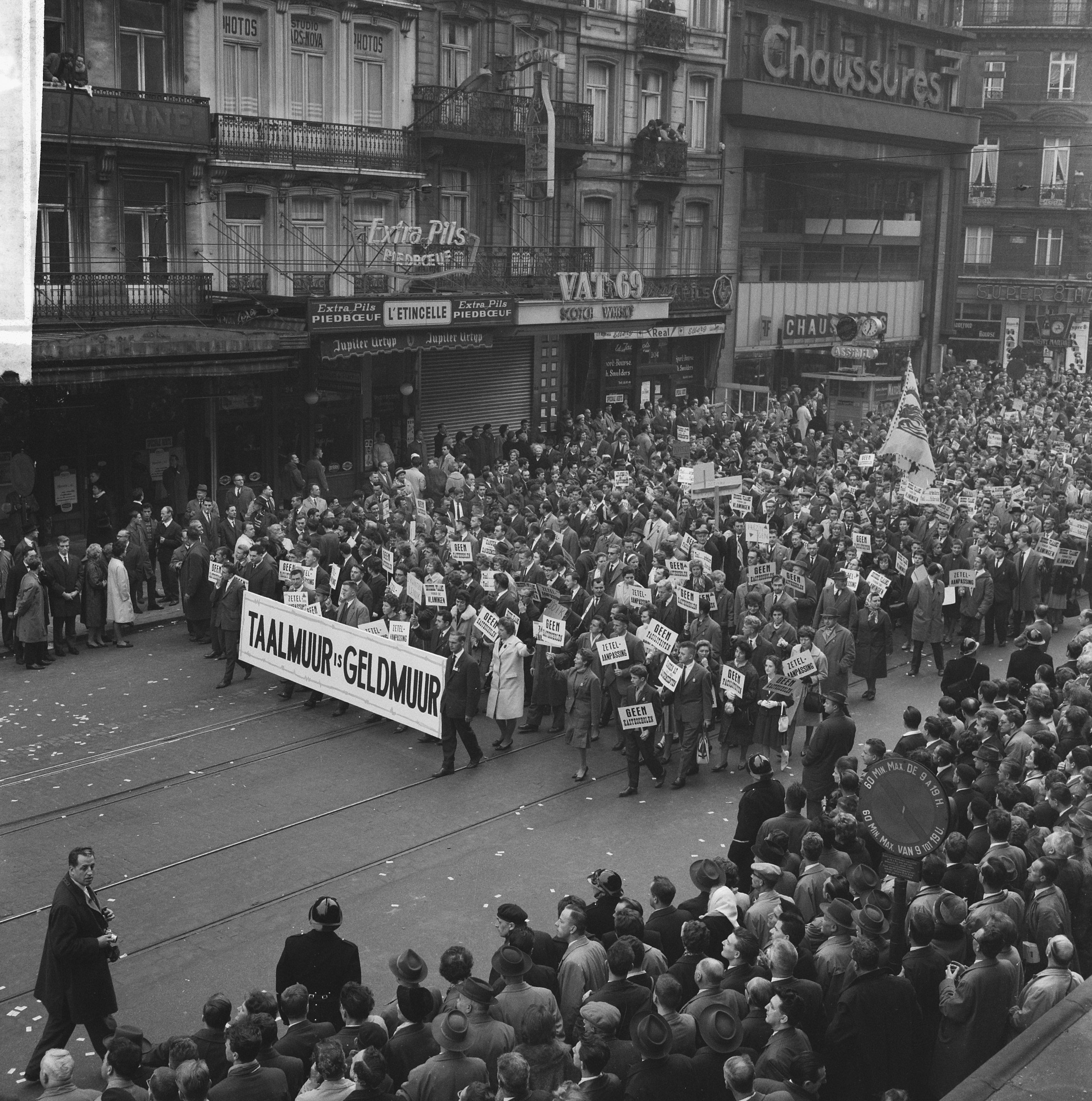
Spandoeken op de betoging.
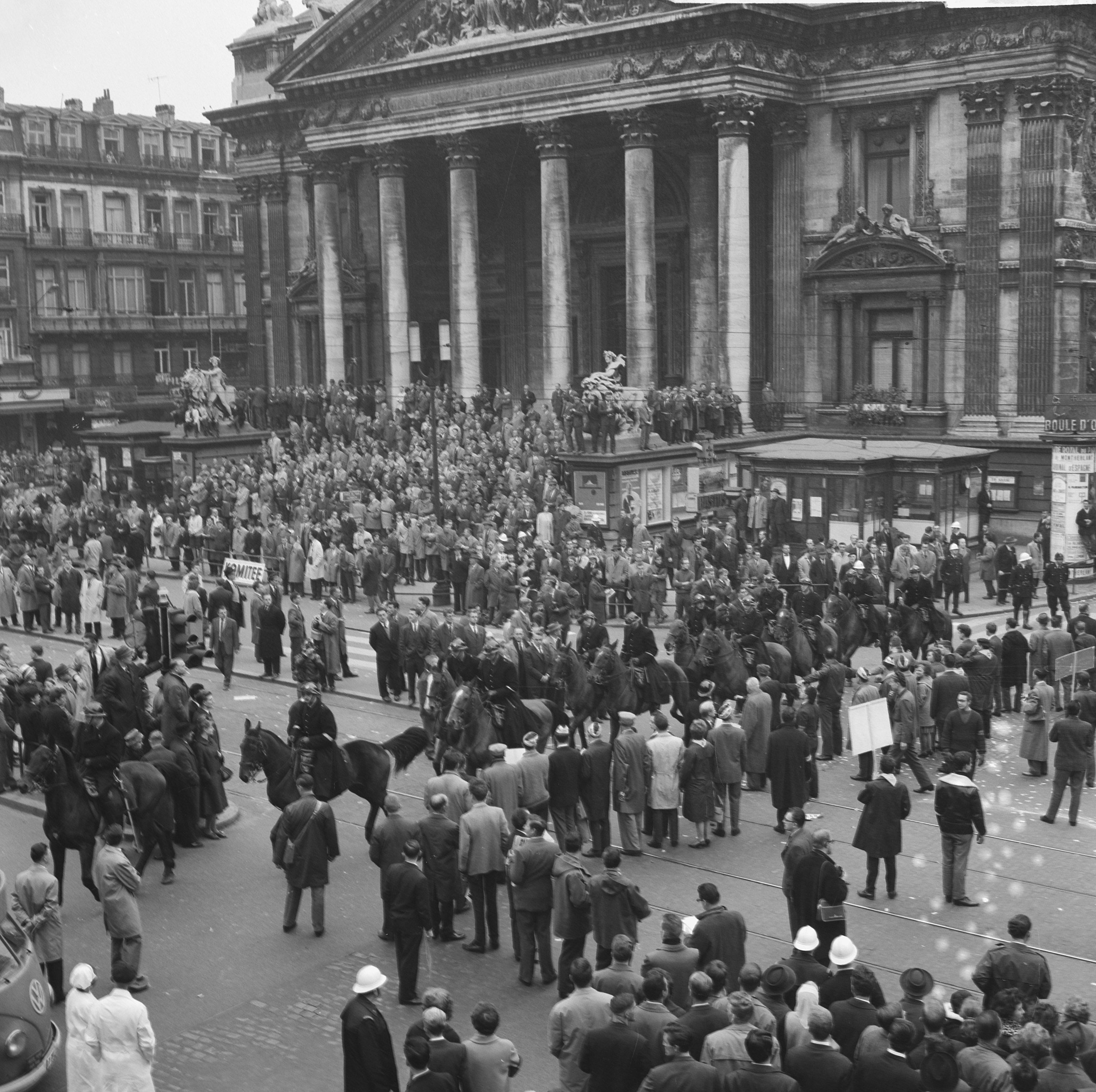
Aan de Beurs.
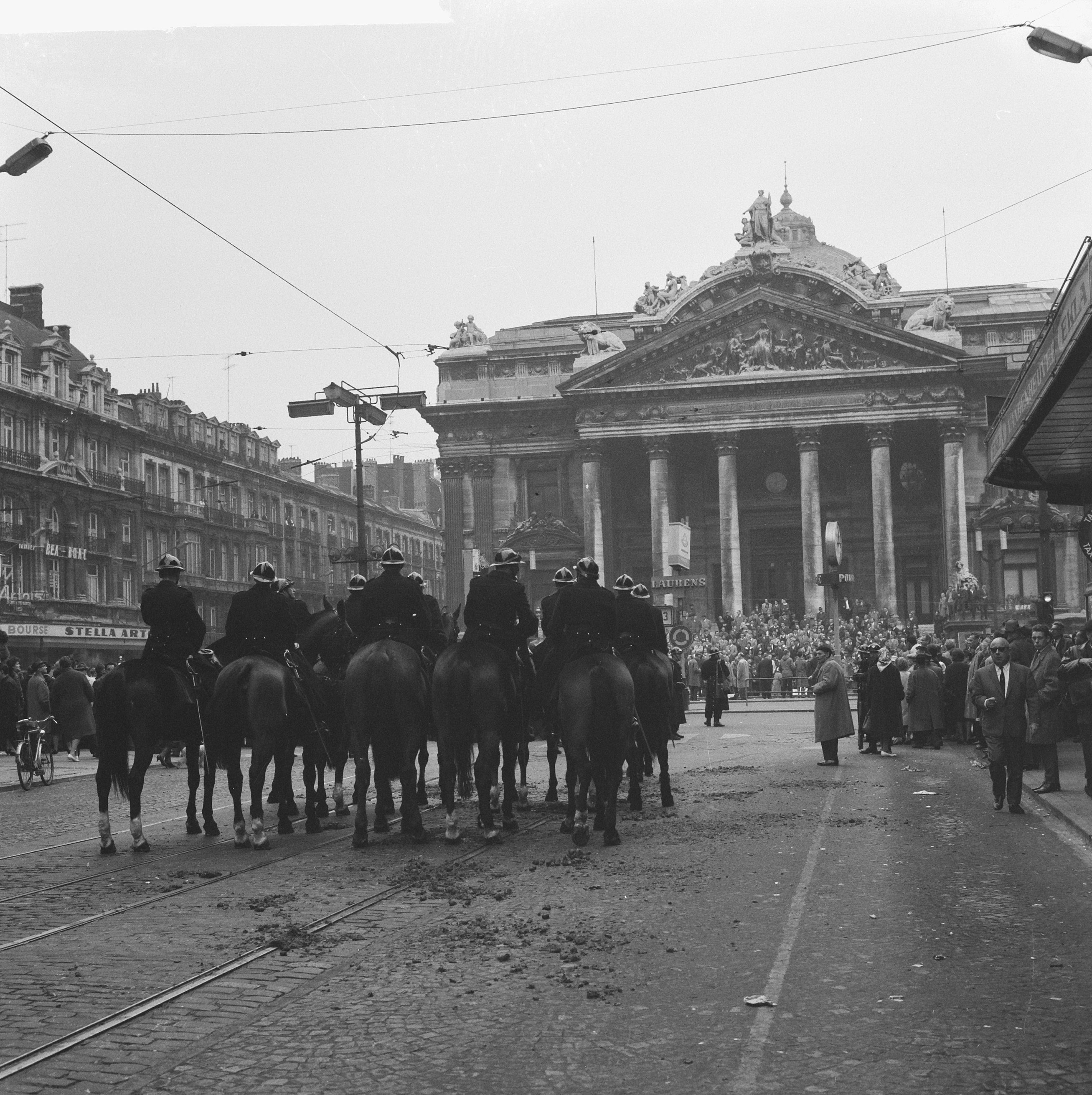
Rijkswacht te paard.

## Voetnoten
1. ↑  De mars op Brussel. Neerlandia (1961). Gearchiveerd op 17 oktober 2015.
2. ↑  Volgens de Rijkswacht; 100.000 volgens de organisatoren.
3. 1 2  Henk Cuypers, Nico Wouters, Marsen op Brussel (2023). Gearchiveerd op 26 december 2024.